# Station La Défense
La Défense - Grande Arche is een station in de Franse gemeente Puteaux (departement van Hauts-de-Seine). De naam verwijst naar het zakendistrict La Défense waar het in gelegen is en het bouwwerk Grande Arche dat op loopafstand van het station ligt.
Het station ligt ondergronds en is onderdeel van het RER-netwerk. Naast RER A rijden er ook treinen van de SNCF. Voor Passe Navigo-gebruikers ligt het station in zone 3.

## Geschiedenis
Het station is geopend in april 1959 als eigendom van de Franse spoorwegmaatschappij SNCF. Later, op 20 februari 1970, deed RER A ook dienst via het station en deelde SNCF het station met het Parijse vervoersbedrijf RATP. Op 2 juli 1997 werd er nog een ondergronds station geopend, alleen dan voor tramlijn 2.

## RER E
Vanaf 6 mei 2024 is het station ook deel van het verlengde traject van RER E, door de verlenging van deze lijn naar het westen tot Mantes-la-Jolie. Voor Lijn E werd ondergronds in een compacte buis nieuwe perrons aan de geboorde lijn aangelegd, gelegen onder het Centre des Nouvelles Industries et Technologies (CNIT), 12 meter onder het bovenste niveau van de parkeergarages en op ongeveer 140 meter van het overstappunt met overstapmogelijkheden naar de perrons van RER A aan de ene kant, en de Transilien L/U/T2 hub aan de andere kant. De aanwezigheid van een overstap tussen RER A en E zal ook een betere ontlasting van de eerste mogelijk maken.
De realisatie van het station, ondergrond ingevoegd in een omgeving ingenomen door tal van infrastructuren was complex. De gekozen diepte, en de afstand van dit station tot het station Nanterre-La Folie zullen betekenen dat een afwijkende helling van 40 mm/m in een deel van dit traject moest getekend worden, iets hoger dan het maximaal toegestane (35 mm/m), maar aanvaardbaar voor het rollend materieel, gezien de korte afstand. Ter vergelijking: tussen de stations Saint-Michel - Notre-Dame en Luxemburg bedraagt de helling van de RER B-tunnel 45 mm/m over 600 meter. Het station en de aangrenzende tunnels worden gebouwd door Vinci Construction, in een consortium met Spie Batignolles, tegen een gebudgetteerde kostprijs van 496 miljoen euro.

## Vorige en volgende stations
| Richting                                                                    | Vorig station           | Lijn    | Volgend station               | Richting                    |
| --------------------------------------------------------------------------- | ----------------------- | ------- | ----------------------------- | --------------------------- |
| Saint-Germain-en-Laye A1                                                    | Nanterre - Préfecture   | RER A   | Charles de Gaulle - Étoile    | Boissy-Saint-Léger A2       |
| Cergy-le-Haut A3 Poissy A5                                                  | Nanterre - Préfecture   | RER A   | Charles de Gaulle - Étoile    | Marne-la-Vallée - Chessy A4 |
| Saint-Cloud Versailles - Rive Droite Saint-Nom-la-Bretèche - Forêt de Marly | Puteaux Saint-Cloud     | Trans L | Courbevoie Paris-Saint-Lazare | Paris-Saint-Lazare          |
| Porte de Versailles                                                         | Puteaux                 | T 2     | Faubourg de l'Arche           | Pont de Bezons              |
| La Verrière                                                                 | Puteaux                 | Trans U | Eindpunt                      | Eindpunt                    |
| Chateau de Vincennes                                                        | Esplanade de La Defense | M 01    | Eindpunt                      | Eindpunt                    |